# Знай наших (телесеріал)
«Знай наших» — український російськомовний комедійний телесеріал. Телесеріал розповідає про пригоди іноземців в Україні.

## Сюжет
Захоплюючий пригодницький серіал, історія про те, як іноземці приїхали в Україну і навіть уявити собі не могли, якими насправді є українці. Потрапивши в різні міста країни, вони хотіли на цій території мати довгоочікуване щастя. Реалії колоритного життя українців вразили їх, адже головні герої серіалу — це найхаризматичніші люди своєї країни, відрізняються особливою кмітливістю та винахідливістю. Потрапивши у нестандартні ситуації, іноземці навіть приблизно уявити не можуть, на що здатен звичайний українець заради досягнення своєї мети…
У головних ролях — зірковий склад акторів.

## У ролях
- Володимир Горянський,
- Ольга Кіяшко,
- Назар Задніпровський
- Костянтин Корецький
- Олександр Ярема
- Віталіна Біблів
- Рінат Хабібулін
- Валерій Астахов
- Віталій Іванченко
- Віктор Стороженко
- Ігор Гнєзділов
- Дмитро Вівчарюк
- Андрій Кронглевський
- Евеліна Сакуро
- Арам Арзуманян
- Костянтин Костишин
- Борис Георгієвський
- Ольга Вівчарюк
- Володимир Ямненко
- Ярослав Чорненький
- В'ячеслав Ніконоров
- Дмитро Соловйов
- Максим Максимюк
- Бесо Зангурі
- Олена Турбал

## Знімальна група
- Продюсери:
  - Олександр Ткаченко — генеральні продюсери
  - Олена Васильєва
  - Олександра Лозинська
  - Олег Кирилов — виконавчі продюсери
  - Надія Мирна — виконавчі продюсери
  - Михайло Гусаров — креативні продюсери
- Автори сценарію: Олег Кирилов, Володимир Дюба, Ігор Терехов, Володимир Мірошниченко
- Режисер: Семен Горов
- Оператор: Анатолій Сахно
- Художники:
  - Олександра Дега — постановник
  - Марія Кодій — по костюмахи
- Монтажери: Сергій Тузюк, Олена Платонова, Сергій Фомічев